# Marija Frantar
Marija Frantar, slovenska alpinistka, * 1956, † 1991.
Marija Sabolek Frantar - Mariča je bila ena najuspešnejših slovenskih alpinistk. Leta 1990 je za vrhunske dosežke v alpinizmu prejela Bloudkovo plaketo. Izginila je 3. maja 1991 na Kangčendzengi, skupaj s soplezalcem Jožetom Rozmanom.

## Alpinistični dosežki

### Nanga Parbat(8.125 m),Himalaja
Leto: 1990, Organiziral: PD in PZS, ekipa: Tone Golnar, Silvo Babič, Robert Držan, Marija Frantar, Janez Golob, Urban Golob, Tomo Jeseničnik, Grega Justin, Darinka Lečnik, Ivan Kotnik (alpinist), Anton Pavlič, Miran Rems, Jože Rozman, Leon Verdnik, Jože Zupan, Samo Žnidaršič, Dragan Ilič, Željko Knez, Steve House (USA)
Vrh: Nanga Parbat - 8.125 m, Marija Frantar, Jože Rozman. Ponovitev Schellove smeri v Rupalski steni, Marija Frantar prva ženska v tej smeri in osma na vrhu osemtisočaka Nanga Parbat. 
Nanga Parbat ali "Gola gora" je deveta najvišja gora na svetu (8.125 m) in meji na Indijo in Pakistan. Marija Frantar je postavila ženski višinski alpinistični rekord, ko je skupaj z Jožetom Rozmanom dosegla vrh gore Nanga Parbat (8.125 m) v Pakinstanskem delu Himalaje. Moštvo, ki ga je vodil Tone Golnar in v katerem je bilo kar 19 članov (dva med njimi sta bila trekingarja, ki sta se priključila odpravi), je na pot odšlo 22. junija 1990, v bazni tabor pod Rupalsko steno Nanga Parbata, ki je komaj 3.560 m visoko, pa so prišli 3. julija. Odprava si je izbrala Schellovo smer iz leta 1976, ki poteka po SZ grebenu. Postavili so štiri višinske tabore (tabor 1 - 5.100 m, tabor 2 - 6.100 m, tabor 3 - 7.100 m, tabor 4 - 7.500 m), na končni vzpon pa sta Marija Frantar (AO Rašica) in Jože Rozman (AO Tržič) odšla 24. julija. Tabor 4 sta dosegla 27. julija in tam zaradi slabega vremena ostala dva dni. Nadaljevala sta 29. julija, prečila prek grebena na diamirsko stran, kjer pa se je bilo potrebno spustiti celih 300 metrov. Splezati sta morala dolge prečnice, porabila zato ves dan in potem nekje na višini 7.200 m imela prvi bivak (s seboj sta imela majhen šotor). Naslednji dan sta napredovala za naslednjih 300 metrov in bivakirala drugič (približno 7.500 m visoko). Zadnji dan je bil ponovno zelo naporen in vrh Nanga Parbata sta dosegla šele ob petih popoldan, nazaj do bivaka pa sta prispela malo pred polnočjo. Prvega dne avgusta sta sestopila potem do tabora 3 in naslednji dan uspešno zaključila v bazi. Za celoten uspeh odprave so bili zaslužni tudi drugi člani odprave. Med njimi je Robi Držan dosegel tabor 4, do tabora 3 pa so prišli Ivč Kotnik, Grega Justin, Tomo Jeseničnik in Silvo Babič. Slednji se je od tam v bazo spustil z jadralnim padalom. Nanga Parbat je z osmimi različnimi smermi precej obdelan osemtisočak. Čeprav je v Pakistanu, spada Nanga Parbat v Himalajo. Leta 1953 je bila osvojena prvič, in sicer je prišel na vrh 3. julija legendarni Herman Buhl.

### Eiger(3.970 m),Švica
Leto: 1990, organiziral: PZS, ekipa: Marija Frantar, Dare Juhant
Vrh: severna stena, Marija Frantar, Dare Juhant. 
Vzpon po izjemno tehnično zahtevni severni steni Eigerja sta leta 1990 opravila Dare Juhant in Marija Frantar in s tem prvo slovensko žensko ponovitev vzpona po severni steni. Severna stena Eigerja je verjetno najbolj znana stena na svetu. Zaradi svoje dolžine, težavnosti in vseh tragičnih zgodb, ki so se na njej zgodile je postala kultni pojem svetovnega alpinizma. Leta 1912 so zgradili najvišjo evropsko železnico na sedlo Jungfraujoch med Jungfrau in Mönchom. Leta 1935 se je začela krvava zgodovina severne stene Eigerja, ko sta Max Sedlmayr in Karl Mehringer zmrznila v večdnevnem snežnem viharju. Svetovni sloves stene smrti pa si je ta gora pridobila leta 1936, ko se je v njenih strminah zgodila ena največjih in najbolj znanih tragedij v zgodovini alpinizma v kateri so umrli znani alpinisti A. Hinterstoisser, T. Kurz, W. Angerer in E. Rainer.   

### AnapurnaIV, 7219m,Himalaja
Leto: 1987, organiziral: PZS, ekipa: Marija Frantar, Nives Boršič, Maja Dolenc, Irena Komprej, Ana Mazar, Danica Mlinar, Mira Uršič, Sanja Vranac
Prva jugoslovanska ženska himalajska odprava pod vodstvom Marije Frantar je želela preplezati japonsko smer v jugozahodnem grebenu Annapurne IV do vrha na višini 7.219 m iz leta 1982. Odprava je postavila štiri višinske tabore (tabor 1 - 4.000 m, tabor 2 - 4.800 m, tabor 3 - 5.700 m in tabor 4 - 5.800 m). 9. maja je odprava postavila tabor na višini 5.800 m in se od tam po ozkem in dolgem grebenu povzpela do višine 6.100 m, kjer je zaradi slabega vremena odločila poskus vzpona po jugozahodnem grebenu Anapurne IV do višine 7.219 m opustiti.     

### Pik Komunizma(7.495 m),Pamir
Leto: 1982, organiziral: PZS, ekipa: Marija Frantar, Lidija Honzak, Irena Komprej, Irena Markuš, Lidija Painkiher, Marjana Šah, Marija Štremfelj, Ana Mažar
Vrh: Pik komunizma - 7.495 m, Marija Frantar, Lidija Honzak, Irena Komprej, Irena Markuš, Lidija Painkiher, Marjana Šah, Marija Štremfelj, Ana Mažar.  
Prva slovenska ženska alpinistična odprava v Pamir je imela namen osvojiti najvišji vrh takratne SSSR ter postaviti nov jugoslovanski ženski višinski rekord in hkrati opraviti tudi enega največjih dejanj tujih alpinistk v Pamirju. Na Pik Komunizma se je odprava povzpela po severni steni in preplezala Borodkinov steber, ki sega do višine 6.200 m. Sledil je 300-metrski spust na plato, vzpon na predvrh Pik Dušanbe in vzpon na sam vrh Pik Komunizma na višini 7.495 m po prvenstveni smeri. Po petih dneh vzpona na vrh sedemtisočaka je odprava z vzponom dosegla jugoslovanski ženski višinski rekord.   

### Pik Revolucije(6.974 m),Pamir
Leto: 1979, organiziral: PD in PZS, ekipa: Filip Bence, Slavko Frantar, Igor Herzog, Marija Sabolek Frantar, Franci Šter
Vrh: Pik revolucije - 6.974 m, Marija Sabolek Frantar, Filip Bence, Slavko Frantar, Igor Herzog, Franci Šter. 
Prvenstveni vzpon po 2.200 m visokem visečem ledeniku med Pikom 26 Fakinskih komisarjev (6.834 m) in Pikom Revolucije, med drugim tudi izjemno tehnično zahteven vzpon po ledenem slapu z nakloni med 40 - 50°, mestoma tudi 70° - 80°, nato vzpon na severni (6.974 m) in južni vrh Pika Revolucije (6.950 m), sestop na preval 5.600 m. Odprava je postavila pet višinskih taborov in osvojila vrh Pika Revolucije v zgolj šestih dnevih, med 30. julijem in 4. avgustom 1979.

### Kangčendzenga(8.586 m),Himalaja
Leto: 1991, organiziral: PZS, ekipa: Tone Škarja, Marija Frantar, Vanja Furlan, Viktor Grošelj, Bojan Počkar, Marko Prezelj, Jože Rozman, Uroš Rupar, Andrej Štremfelj, Dare Juhant, Robert Držan, Damijan Meško (vsi SLO), Stipe Božić (HR), Wanda Rutkiewicz (PL), Ewa Pankiewicz (PL)
Glavni vrh: Kangčendzenga - 8.586 m: Viktor Grošelj, Stipe Božić. 
Glavni vrh Kangčendzenge (8.598 m) je tretji najvišji vrh na svetu. Načrt odprave leta 1991 je bil preplezati ostale tri glavne vrhove, pri čemer so se člani odprave svojih ciljev lotili na različne načine. Na gori so postavili štiri višinske tabore. Glavni vrh sta po ponovljeni Britanski smeri 1. maja osvojila Viki Grošelj in Stipe Božić, isti dan pa Uroš Rupar. Centralni vrh solo po Poljski smeri. 3. maja sta Marija Frantar in Jože Rozman na začetku hitro napredovala proti vrhu, a je orkanski veter, ki se je še stopnjeval, močno upočasnil njuno napredovanje proti vrhu. Povsem izčrpana, ozebla in z zametki snežne slepote sta kakšnih 150 metrov pod vrhom po oddajniku sporočila v bazni tabor, da ne moreta več naprej in da se vračata. Zaradi močnega vetra, slabe vidljivosti in zlasti zaradi izčrpanosti je bil sestop preveč tehnično zahteven. Sestopala sta že v mraku in zdrsnila na višini 8.000 m na snežni plato kakšnih 1.000 m nižje in se pri tem smrtno ponesrečila. Zadnji stik z baznim taborom sta imela približno 150 metrov pod vrhom Kangčendzenge. Marija Frantar bi ob uspešnem vzponu postala prva ženska, ki ji je uspelo stopiti na vrh Kangčendzenge. 

## Povezave in članki
- Odprava KOTG PZS, http://www.gore-ljudje.net/novosti/102558/
- Prva slovenska ženska odprava odhaja v Pamir, http://www.gore-ljudje.net/novosti/95663/
- Marija Frantar in Jože Rozman sta zdrsnila pod vrhom Kangčendzenge, http://www.gore-ljudje.net/novosti/80902/
- Del mene na gori, cela gora v meni, http://www.planinskivestnik.com/files/File/PV_1990_11.pdf
- Druga slovenka na osemtisočaku, http://www.planinskivestnik.com/files/File/PV_1990_10.pdf
- Sedem planik na sedemtisočaku, http://www.gore-ljudje.net/novosti/83719/
- Eiger - 70 let uspehov in porazov, http://www.gore-ljudje.net/novosti/34785/
- Ženski Pamir 82, http://www.planinskivestnik.com/files/File/PV_1983_07.pdf
- Boj na jugozahodnem grebenu južne Anapurne, http://www.planinskivestnik.com/files/File/PV_1986_08.pdf
- Deset vzponov naše odprave v Pamirju, http://www.gore-ljudje.net/novosti/88741/